# Janosik (komiks)
Janosik – seria komiksowa składająca się z sześciu albumów autorstwa Tadeusza Kwiatkowskiego scenariusz i  Jerzego Skarżyńskiego rysunki.
Scenariusz serii powstał na podstawie serii książek autorstwa Tadeusza Kwiatkowskiego, wydanych w latach 1971-1972. Seria komiksowa opowiada o fikcyjnych losach Janosika słowackiego bohatera narodowego. Akcja rozgrywa się na Podhalu na przełomie XVIII i XIX wieku. Zeszyty komiksowe wydano w formacie B4, i każdy z nich liczył wraz z okładką 36 stron, z których połowa była kolorowa (pierwsze wydanie). 

## Albumy wydane w serii Janosik[2]
- Pierwsze kroki
- Zbójnickie prawa
- W obcej skórze
- Pobór
- Porwanie
- Pobili się dwaj górale